# ボルシア・メンヒェングラートバッハII
ボルシア・メンヒェングラートバッハII（Borussia Mönchengladbach II, 正式名称: Borussia Verein für Leibesübungen 1900 e.V. II）は、ドイツのサッカークラブであるボルシア・メンヒェングラートバッハのリザーブチーム。
レギオナルリーガ所属。

## 歴史
このチームはメンヒェングラートバッハ市において創設されたチームであり、ボルシア・メンヒェングラートバッハのリザーブチームである。
1980年、アマチュアとしてヴェルバンドスリーガ・ニーダーラインに参入。
1980/81シーズン、ヴェルバンドスリーガ・ニーダーライン3位。
1984/85シーズン、ヴェルバンドスリーガ・ニーダーライン3位。
1987/88シーズン、ヴェルバンドスリーガ・ニーダーライン3位。
1989/90シーズン、ヴェルバンドスリーガ・ニーダーライン3位。
1990/91シーズン、ヴェルバンドスリーガ・ニーダーライン3位。
1994/95シーズン、ヴェルバンドスリーガ・ニーダーライン3位。
1996/97シーズン、ヴェルバンドスリーガ・ニーダーライン優勝、オーバーリーガ・ノルトライン昇格。
1997/98シーズン、オーバーリーガ・ノルトライン4位。
1999/2000シーズン、オーバーリーガ・ノルトライン3位。
2002/03シーズン、オーバーリーガ・ノルトライン2位。
2004/05シーズン、オーバーリーガ・ノルトライン2位。
2005/06シーズン、ボルシアGM IIとしてオーバーリーガ・ノルトライン優勝、レギオナルリーガ・ノルト昇格。
2006/07シーズン、レギオナルリーガ・ノルト16位、オーバーリーガ・ノルトライン降格。
2007/08シーズン、オーバーリーガ・ノルトライン優勝、レギオナルリーガ・ヴェスト昇格。
2011/12シーズン、レギオナルリーガ・ヴェスト3位。
2014/15シーズン、レギオナルリーガ・ヴェスト優勝。

## 過去の成績
- 1980-81 ヴェルバンドスリーガ・ニーダーライン 3位
- 1981-82 ヴェルバンドスリーガ・ニーダーライン 12位
- 1982-83 ヴェルバンドスリーガ・ニーダーライン 10位
- 1983-84 ヴェルバンドスリーガ・ニーダーライン 9位
- 1984-85 ヴェルバンドスリーガ・ニーダーライン 3位
- 1985-86 ヴェルバンドスリーガ・ニーダーライン 9位
- 1986-87 ヴェルバンドスリーガ・ニーダーライン 13位
- 1987-88 ヴェルバンドスリーガ・ニーダーライン 3位
- 1988-89 ヴェルバンドスリーガ・ニーダーライン 4位
- 1989-90 ヴェルバンドスリーガ・ニーダーライン 3位
- 1990-91 ヴェルバンドスリーガ・ニーダーライン 3位
- 1991-92 ヴェルバンドスリーガ・ニーダーライン 6位
- 1992-93 ヴェルバンドスリーガ・ニーダーライン 12位
- 1993-94 ヴェルバンドスリーガ・ニーダーライン 6位
- 1994-95 ヴェルバンドスリーガ・ニーダーライン 3位
- 1995-96 ヴェルバンドスリーガ・ニーダーライン 4位
- 1996-97 ヴェルバンドスリーガ・ニーダーライン 1位
- 1997-98 オーバーリーガ・ノルトライン 4位
- 1998-99 オーバーリーガ・ノルトライン 7位
- 1999-2000 オーバーリーガ・ノルトライン 3位
- 2000-01 オーバーリーガ・ノルトライン 8位
- 2001-02 オーバーリーガ・ノルトライン 6位
- 2002-03 オーバーリーガ・ノルトライン 2位
- 2003-04 オーバーリーガ・ノルトライン 4位
- 2004-05 オーバーリーガ・ノルトライン 2位
- 2005-06 オーバーリーガ・ノルトライン 1位
- 2006-07 レギオナルリーガ・ノルト 16位
- 2007-08 オーバーリーガ・ノルトライン 1位
- 2008-09 レギオナルリーガ・ヴェスト 6位
- 2009-10 レギオナルリーガ・ヴェスト 16位
- 2010-11 レギオナルリーガ・ヴェスト 5位
- 2011-12 レギオナルリーガ・ヴェスト 3位
- 2012-13 レギオナルリーガ・ヴェスト 7位
- 2013-14 レギオナルリーガ・ヴェスト 7位
- 2014-15 レギオナルリーガ・ヴェスト 1位
- 2015-16 レギオナルリーガ・ヴェスト 2位
- 2016-17 レギオナルリーガ・ヴェスト 3位
- 2017-18 レギオナルリーガ・ヴェスト 12位
- 2018-19 レギオナルリーガ・ヴェスト 4位
- 2019-20 レギオナルリーガ・ヴェスト 8位
- 2020-21 レギオナルリーガ・ヴェスト 11位
- 2021-22 レギオナルリーガ・ヴェスト 13位
- 2022-23 レギオナルリーガ・ヴェスト 3位
- 2023-24 レギオナルリーガ・ヴェスト 12位

## タイトル

### リーグ
- レギオナルリーガ・ヴェスト：1回
  - 2014-15

- オーバーリーガ・ノルトライン：2回
  - 2005-06, 2007-08

- ヴェルバンドスリーガ・ニーダーライン：1回
  - 1996-97

## 歴代監督
- ゲルト・ショメン（ドイツ語版） 1965-1978
- ヴィンフリート・シェーファー 1982-1985
- ベルント・クラウス（ドイツ語版） 1989-1990
- エバーハルト・フォーゲル（ドイツ語版） 1990-1991
- ゲルト・ゼーヴェ（ドイツ語版） 1993-1996
- ノルベルト・マイヤー（ドイツ語版） 1996-1997、1998-2001
- チャバ・ラースロー（ドイツ語版） 1999-2003
- ホルガー・ファッハ（ドイツ語版） 2001-2003
- マンフレッド・シュテフェス（ドイツ語版） 2003-2004
- トーマス・カステンマイヤー（ドイツ語版） 2004
- ホルスト・ケッペル 2004-2005
- ホルスト・ヴォーラーズ（ドイツ語版） 2005-2010
- スヴェン・デマンド（ドイツ語版） 2010-2015
- アンドレ・シューベルト 2015
- アリー・ファン・レント（ドイツ語版） 2015-2020
- ハイコ・フォーゲル（ドイツ語版） 2020-2022

## 歴代所属選手

### GK
- ベルント・マイナース 1993-1994
- パトリック・バウアー 1995-1996
- クリストフ・セムラー（ドイツ語版） 1999-2000、2003-2005
- ライナス・ワース 2023-2024

### DF
- トーマス・ホルセン（ドイツ語版） 1990-1991
- オラフ・ベッカー（ドイツ語版） 1991-1992
- ダニエル・エンバース（ドイツ語版） 1997-2002、2004
- エドウィン・ベディアコ 1998-2001
- サンダー・クリスチャンセン 2020-2022
- ノア・エヤウォ 2020-2021
- ドン・ヌウェケ 2022-2023
- ディミトリー・デウミ・ナッピ 2023-2024

### MF
- シュテファン・シュルツ・ヴィンゲ（ドイツ語版） 1992-1997
- エスミル・ムラトビッチ 1993-1995
- クリッソヴァランティス・アナグノストウ（ドイツ語版） 1994-1997
- オレクサンドル・ネチポルク 1997-2000
- ルスラン・ヴァレーエフ（英語版） 1999-2000
- セルギー・レフチェンコ（英語版） 1999-2002
- ジュリアン・ニーヒュース（ドイツ語版） 2020-2021

### FW
- ヘルムート・ハインリッヒ（ドイツ語版） 1954-1956
- ミハイル・ザリツキー（ドイツ語版） 1991-1993
- トーマス・ブレック 1991-1994
- オレクサンドル・グレベノジコ 1995-2000
- タイフォー・ダイアン（ドイツ語版） 1996
- ライアン・アディゴ（ドイツ語版）2020-2021
- セミル・テラロヴィッチ（ドイツ語版） 2022-2023
- 福田師王 2023-2024